# Thể hình

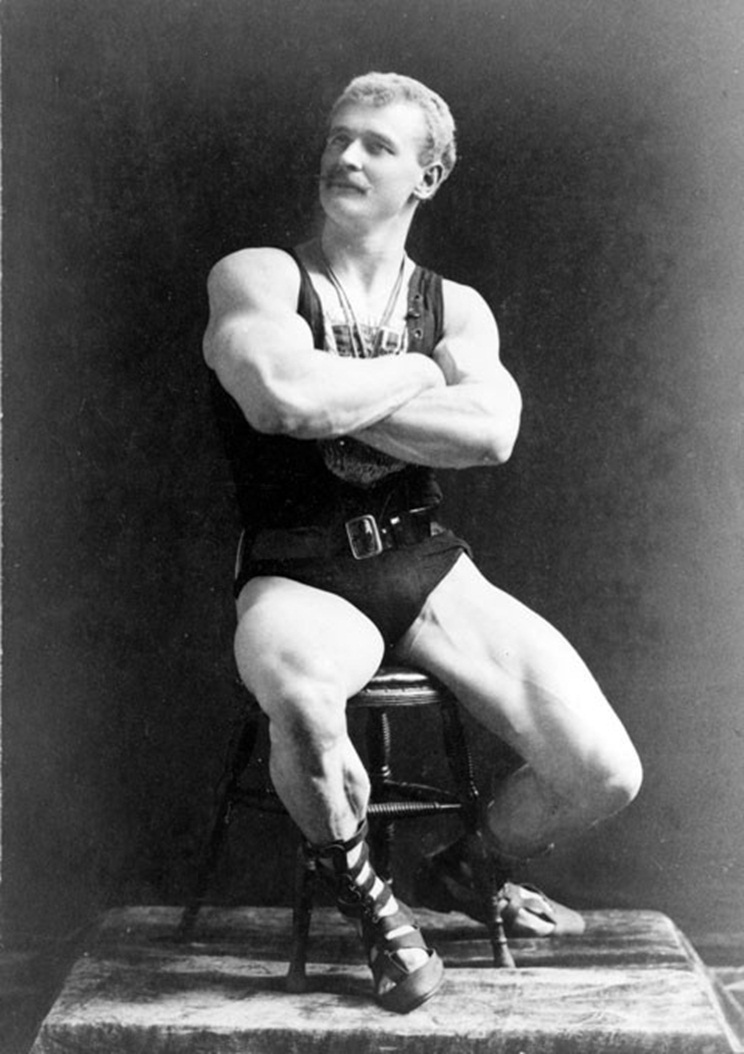
Eugen Sandow, thường được gọi là "Cha đẻ của thể hình hiện đại"

Thể dục thể hình, hay thể hình là việc sử dụng các bài tập tăng cường sức đề kháng để kiểm soát và phát triển cơ bắp cho mục đích thẩm mỹ. Một cá nhân tham gia vào hoạt động này được gọi là một vận động viên thể hình. Trong thi đấu thể hình chuyên nghiệp, các vận động viên thể hình xuất hiện trong đội hình theo hàng và thực hiện các tư thế được chỉ định (và sau đó là hàng loạt các tư thế cá nhân quy chuẩn) trước một hội đồng giám khảo xếp hạng các vận động viên dựa trên các tiêu chí như sự đối xứng, khả năng nổi bật của cơ bắp và sự hài hòa. Các vận động viên thể hình chuẩn bị cho các cuộc thi thông qua việc loại bỏ mỡ cơ thể không cần thiết, được tăng cường ở giai đoạn cuối bằng sự kết hợp giữa hoạt động làm mất nước ngoại bào và nạp carbohydrate, để đạt được sự nổi bật cơ bắp và mạch máu tối đa, cũng như làm sạm da và cạo lông để làm nổi bật độ tương phản của da dưới ánh đèn sân khấu.
Người tập thể hình có thể sử dụng steroid đồng hóa và các loại thuốc tăng cường hiệu suất khác để xây dựng cơ bắp và phục hồi sau chấn thương nhanh hơn, nhưng các cuộc thi đôi khi cấm sử dụng chúng vì những rủi ro sức khỏe hoặc cân nhắc về sự cạnh tranh công bằng. Bất chấp một số lời kêu gọi kiểm tra steroid, liên đoàn thể hình hàng đầu (Ủy ban Thể hình Quốc gia Hoa Kỳ) không thực hiện điều này.Người chiến thắng trong cuộc thi thường niên Mr. Olympia của Liên đoàn Thể hình quốc tế (IFBB) thường được công nhận là nam vận động viên thể hình chuyên nghiệp hàng đầu thế giới. Kể từ năm 1950, Giải vô địch Thể hình Vũ trụ (Universe Championships) của Hiệp hội vận động viên thể hình nghiệp dư quốc gia (NABBA) được coi là cuộc thi thể hình nghiệp dư hàng đầu, với những người chiến thắng đáng chú ý như Reg Park, Lee Priest, Steve Reeves và Arnold Schwarzenegger. Người chiến thắng thường tiếp tục trở thành vận động viên thể hình chuyên nghiệp.

## Lịch sử

### Lịch sử ban đầu

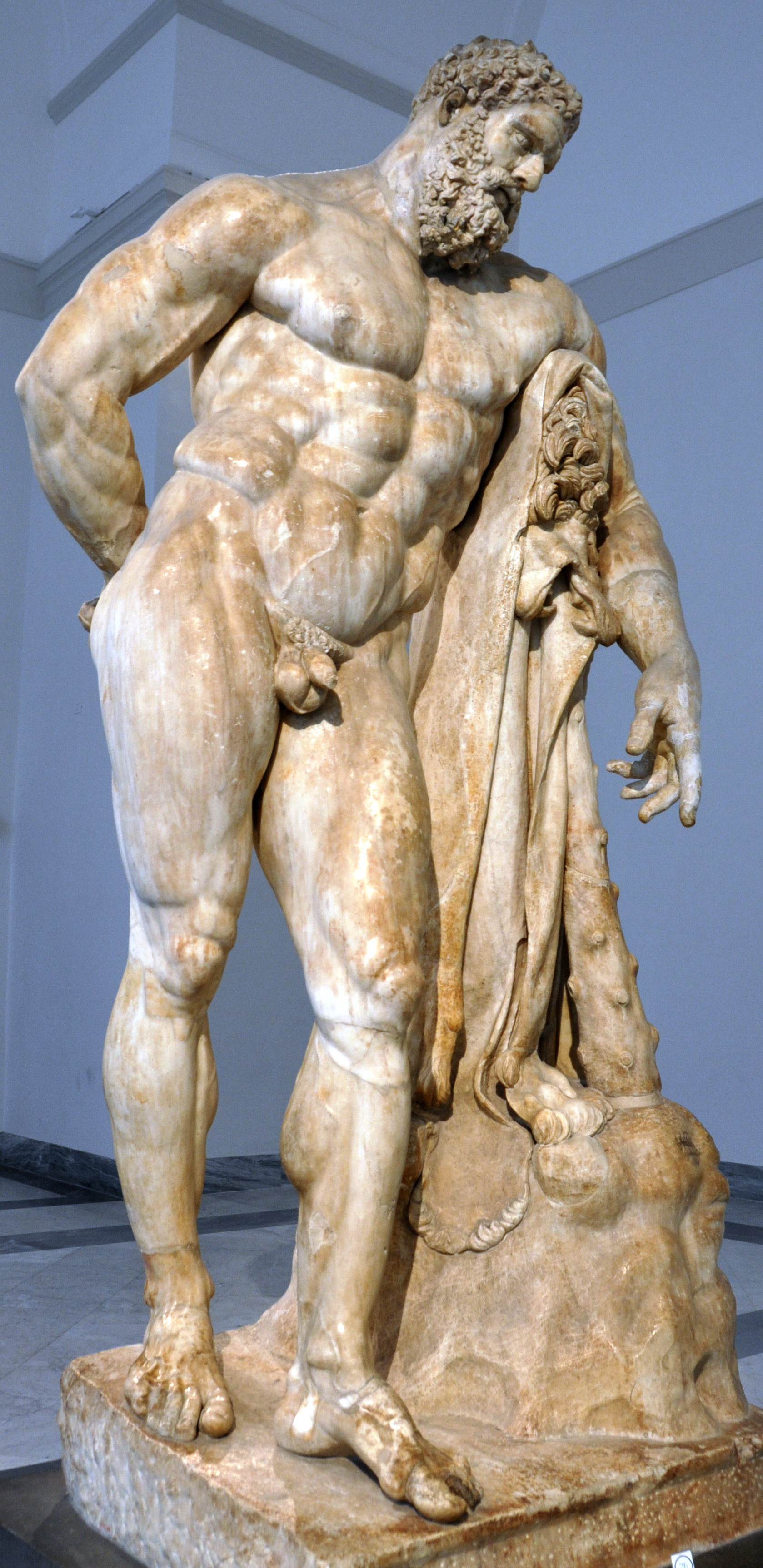
The Farnese Hercules, 216 AD

Truyền thống nâng đá đã được thực hiện ở Ai Cập cổ đại, Hy Lạp và Tamilakam. Cử tạ phương Tây phát triển ở châu Âu từ năm 1880 đến 1953, với những người đàn ông mạnh mẽ (strongman) thể hiện những bài biểu diễn về sức mạnh cho công chúng và thách thức lẫn nhau. Trọng tâm của biểu diễn không phải là về vóc dáng của họ, và họ thường có bụng to và chân tay mập.

#### Eugen Sandow
Thể hình được phát triển vào cuối thế kỷ 19, được quảng bá ở Anh bởi vận động viên người Đức Eugen Sandow, hiện được coi là "Cha đẻ của thể hình". Ông cho phép khán giả thỏa sức ngắm nhìn vóc dáng của mình trong những màn "biểu diễn khoe cơ bắp". Mặc dù khán giả cảm thấy hồi hồi khi được chiêm ngưỡng một vóc dáng được phát triển tốt, những người đàn ông chỉ đơn giản là phô bày cơ thể của họ như một phần của những màn thể hiện sức mạnh hoặc các trận đấu vật. Sandow đã có một chương trình biểu diễn trên sân khấu được xây dựng xung quanh những màn trình diễn này thông qua Florenz Ziegfeld, người quản lý của ông. Bộ phim âm nhạc đoạt giải Oscar năm 1936 The Great Ziegfeld mô tả sự khởi đầu của thể hình hiện đại, khi Sandow bắt đầu trình diễn cơ thể của mình tại các hội chợ.
Sandow đã rất thành công trong việc uốn dẻo người và tạo dáng, đến nỗi sau đó ông đã tạo ra một số công việc xung quanh sự nổi tiếng của mình, và là một trong những người đầu tiên đưa ra thị trường các sản phẩm mang thương hiệu của bản thân. Ông được ghi nhận với việc phát minh và bán thiết bị tập thể dục đầu tiên cho đại chúng: các quả tạ gia công bằng máy, ròng rọc kéo kháng lực và dây đai đàn hồi. Ngay cả hình ảnh của ông cũng được bán ở dạng thẻ và các bản in khác. Sandow là một "Gracilian" hoàn hảo, một tiêu chuẩn về tỷ lệ cơ thể lý tưởng gần với các bức tượng Hy Lạp và La Mã cổ đại. Thể chất của nam giới sau đó được đánh giá bằng cách xem các tỷ lệ này của cơ thể họ có sát với các tỷ lệ chuẩn được cho là lý tưởng.

#### Cuộc thi thể hình quy mô lớn đầu tiên
Sandow đã tổ chức cuộc thi thể hình đầu tiên vào ngày 14 tháng 9 năm 1901, được gọi là "Cuộc thi lớn". Nó được tổ chức tại Royal Albert Hall ở London. Với các giám khảo Sandow, Sir Charles Lawes và Sir Arthur Conan Doyle, cuộc thi đã thành công tốt đẹp và nhiều người đam mê thể hình đã bị từ chối không cho vào vì số lượng khán giả quá đông. Chiếc cúp được trao cho người chiến thắng là bức tượng Sandow bằng vàng được Frederick Pomeroy điêu khắc. Người chiến thắng là William L. Murray đến từ Nottingham. Chiếc cúp bạc Sandow được trao cho người giành hạng nhì D. Cooper. Chiếc cúp Sandow bằng đồng - hiện nổi tiếng nhất trong tất cả - đã được trao cho người giành hạng ba AC Smythe. Năm 1950, chiếc cúp đồng này cũng được trao cho Steve Reeves vì đã giành chiến thắng trong cuộc thi khai mạc NABBA Mr. Universe. Nó sẽ không xuất hiện trở lại một lần nữa cho đến năm 1977 khi người chiến thắng trong cuộc thi của IFBB Mr. Olympia, Frank Zane, được trao một bản sao của chiếc cúp đồng. Kể từ đó, những người chiến thắng của Mr.Olympia đã liên tục được trao một bản sao của tượng Sandow bằng đồng.
Vào ngày 16 tháng 1 năm 1904, cuộc thi thể hình quy mô lớn đầu tiên ở Mỹ đã diễn ra tại Madison Square Garden ở thành phố New York. Cuộc thi được Bernarr Macfadden, cha đẻ của văn hóa thể chất và nhà xuất bản của các tạp chí thể hình gốc như Sức khỏe & Sức mạnh, quảng bá. Người chiến thắng là Al Treloar, người được tuyên bố là "Người đàn ông phát triển hoàn hảo nhất thế giới". Treloar đã giành được giải thưởng tiền mặt trị giá 1.000 đô la, một khoản tiền đáng kể vào thời điểm đó. Hai tuần sau, Thomas Edison đã thực hiện một bộ phim về các thể hình tạo dáng của Treloar. Edison cũng đã làm hai bộ phim về Sandow vài năm trước. Đó là ba phim ảnh đầu tiên có một vận động viên thể hình. Đầu thế kỷ 20, Macfadden và Charles Atlas tiếp tục quảng bá thể hình trên toàn thế giới. Alois P. Swoboda là người đi tiên phong ban đầu ở thị trường Mỹ.

#### Vận động viên thể hình đáng chú ý giai đoạn đầu

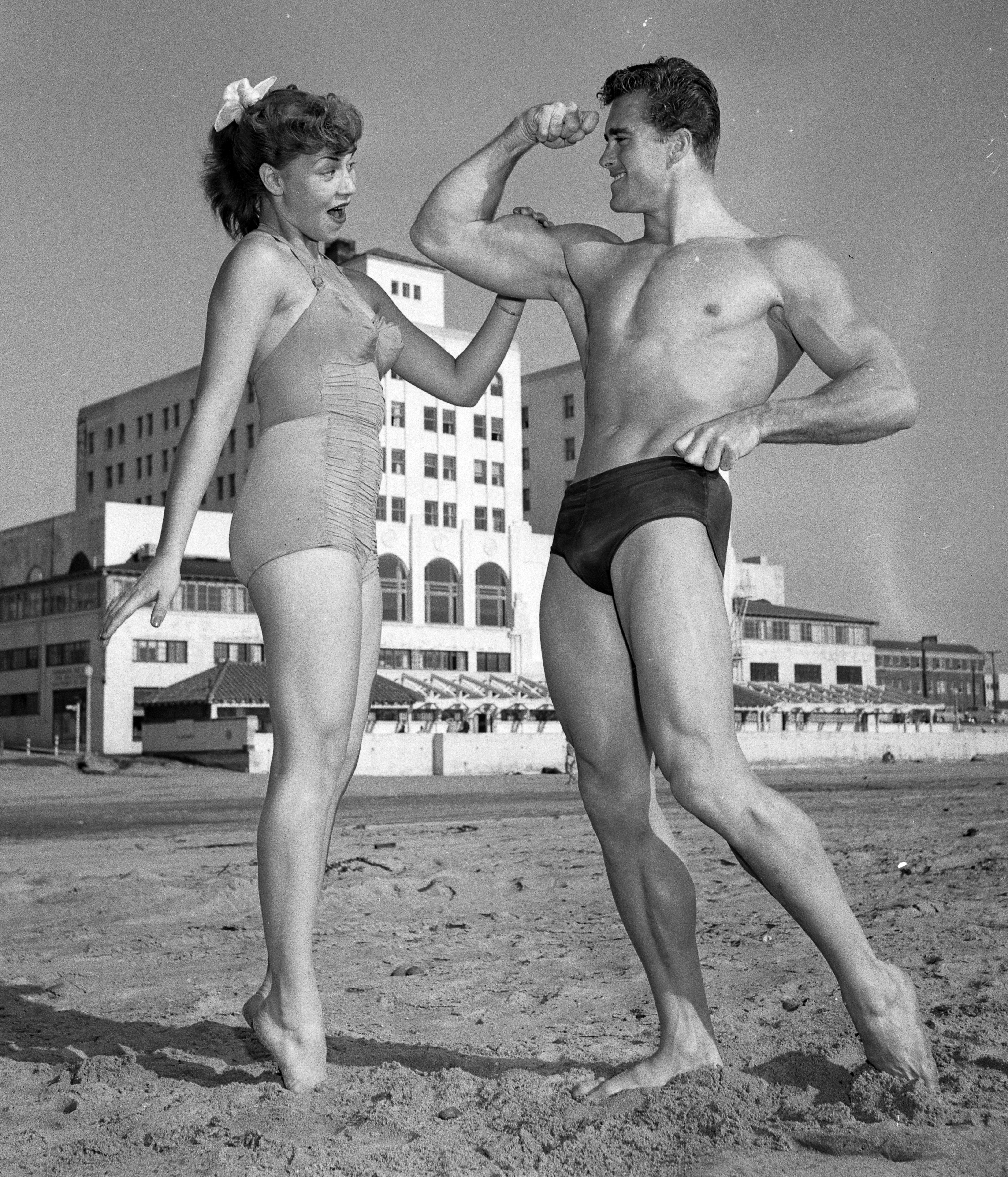
Người mẫu Jackie Coey cùng với thí sinh Los Angeles Ed Fury năm 1953

Nhiều vận động viên thể hình quan trọng trong lịch sử thể hình ban đầu trước năm 1930 bao gồm: Earle Liederman (tác giả của một số cuốn sách đầu tiên của thể hình), Zishe Breitbart, Georg Hackenschmidt, Emy Nkemena, George F. Jowett, Finn Hateral  (người tiên phong trong nghệ thuật tạo dáng), Frank Saldo, Monte Saldo, William Bankier, Launceston Elliot, Sig Klein, Sgt. Alfred Moss, Joe Nordquist, Lionel Strongfort ("Strongfortism"), Gustav Frištenský, Ralph Parcaut (một đô vật đã từng vô địch, người cũng là tác giả của một cuốn sách đầu tiên về "văn hóa thể chất") và Alan P. Mead (người đã trở thành một người vô địch với cơ bắp ấn tượng mặc dù anh đã mất đi một chân trong Thế chiến thứ nhất). Nam diễn viên Francis X. Bushman, từng là đệ tử của Sandow, bắt đầu sự nghiệp với tư cách là một người mẫu thể hình và nhà điêu khắc trước khi bắt đầu sự nghiệp phim câm nổi tiếng.

### Những năm 1950–1960
Thể hình trở nên phổ biến hơn vào những năm 1950 và 1960 với sự xuất hiện của các nhà vô địch thể lực và thể dục dụng cụ, và sự phổ biến đồng thời của các tạp chí thể hình, nguyên tắc tập luyện, dinh dưỡng để tăng cường và cắt giảm cơ bắp, sử dụng protein và các thực phẩm bổ sung khác tham gia các cuộc thi về vóc dáng. Số lượng các tổ chức thể hình tăng lên, đáng chú ý nhất là Liên đoàn thể hình quốc tế (IFBB) được hai anh em người Canada Joe và Ben Weider thành lập vào năm 1946. Các tổ chức thể hình khác bao gồm Liên đoàn điền kinh nghiệp dư (AAU), Hiệp hội thể hình nghiệp dư quốc gia (NABBA) và Hiệp hội thể hình thế giới (WBBG). Do đó, các cuộc thi do nam giới thống trị đã phát triển cả về số lượng và quy mô. Bên cạnh nhiều chức vô địch "Mr. XXX" (chèn tên thị trấn, thành phố, tiểu bang hoặc khu vực), các danh hiệu uy tín nhất là Mr. America, Mr. World, Mr. Universe, Mr. Galaxy, và cuối cùng là Mr. Olympia, được IFBB khởi xướng vào năm 1965 và hiện được coi là cuộc thi thể hình quan trọng nhất trên thế giới.
Trong những năm 1950, các vận động viên thể hình cạnh tranh thành công nhất và nổi tiếng nhất là Bill Pearl, Reg Park, Leroy Colbert và Clarence Ross. Một số vận động viên thể hình đã trở nên nổi tiếng nhờ vào phương tiện truyền hình tương đối mới, cũng như điện ảnh. Đáng chú ý nhất là Jack LaLanne, Steve Reeves, Reg Park và Mickey Hargitay. Mặc dù có những phòng tập thể dục nổi tiếng khắp cả nước trong những năm 1950 (như phòng tập thể dục của Vince ở North Hollywood, California và phòng tập thể dục của Vic Tanny), vẫn có những phân khúc của Hoa Kỳ không có phòng tập thể hình "hardcore" cho đến sự ra đời của Gold's Gym vào giữa những năm 1960. Cuối cùng, Muscle Beach nổi tiếng ở Santa Monica tiếp tục nổi tiếng là nơi để chứng kiến những pha hành động nhào lộn, khoe sức mạnh v.v.... Phong trào thể hình phát triển mạnh mẽ hơn vào những năm 1960 với sự gia tăng của truyền hình và phim ảnh, vì những người tập thể hình là các vai diễn đặc thù trong các chương trình và phim ảnh nổi tiếng.

### Những năm 1970–1990

#### Các tổ chức mới
Vào những năm 1970, thể hình đã có sự quảng bá lớn tới công chúng nhờ sự xuất hiện của Arnold Schwarzenegger, Franco Columbu, Lou Ferrigno và những người khác trong bộ phim Pumping Iron năm 1977. Vào thời điểm này, IFBB thống trị thị trường thể hình cạnh tranh và Liên đoàn điền kinh nghiệp dư (AAU) bị đẩy về phía sau. National Physique Committee (NPC) được thành lập vào năm 1981 bởi Jim Manion,, người vừa thôi giữ chức chủ tịch Ủy ban vóc dáng của AAU. NPC đã trở thành tổ chức thể hình thành công nhất ở Mỹ và là bộ phận nghiệp dư của IFBB. Cuối những năm 1980 và đầu những năm 1990 chứng kiến sự suy giảm của các cuộc thi thể hình do AAU tài trợ. Năm 1999, AAU đã bỏ phiếu ngừng các sự kiện thể hình của tổ chức này.

#### Sử dụng steroid đồng hóa / androgenic

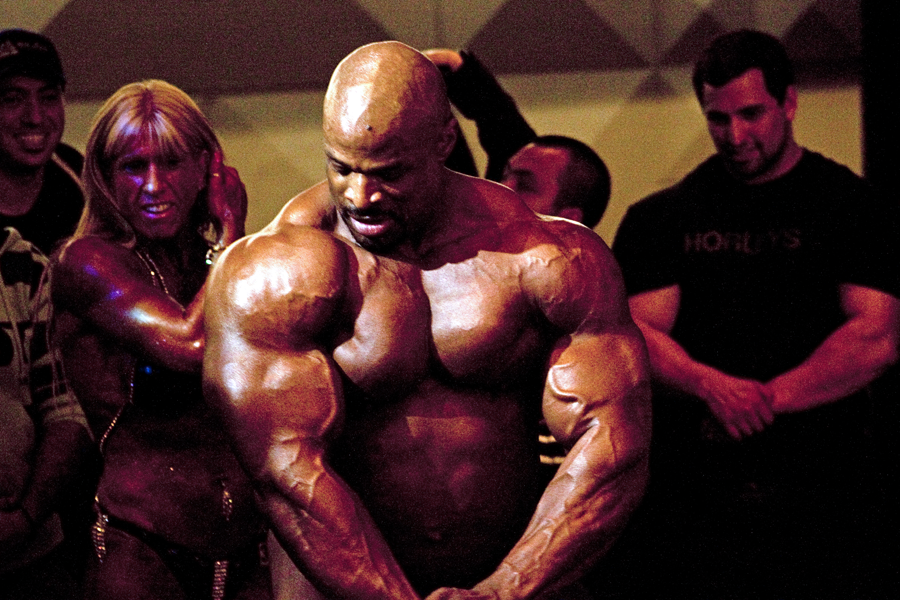
Ronnie Coleman, vô địch Mr Olympia tám lần, hình vào tháng 10 năm 2009

Thời kỳ này cũng chứng kiến sự gia tăng của việc sử dụng steroid đồng hóa trong thể hình và nhiều môn thể thao khác. Trong truyền thuyết thể hình, điều này một phần là do sự gia tăng của các "quái vật hàng loạt", bắt đầu với Arnold Schwarzenegger, Sergio Oliva và Lou Ferrigno vào cuối những năm 1960 và đầu những năm 1970, và tiếp tục đến những năm 1980 với Lee Haney, những năm 1990 với Dorian Yates, Ronnie Coleman, và Markus Rühl, và cho đến ngày nay. Những người tập thể hình như Greg Kovacs đạt được khối lượng và kích thước chưa từng thấy trước đây nhưng không thành công ở cấp độ chuyên nghiệp. Những người khác nổi tiếng vì sự phát triển ngoạn mục của một bộ phận cơ thể cụ thể, như Tom Platz hoặc Paul Demayo vì cơ bắp chân của họ. Tại thời điểm quay Pumping Iron, Schwarzenegger (trong khi không bao giờ thừa nhận sử dụng steroid cho đến sau nghỉ hưu) nói rằng "bạn phải làm bất cứ điều gì có thể để có được lợi thế trong cạnh tranh". Sau này Schwarzenegger nói rằng ông không hối hận khi đã sử dụng steroid.
Để chống lại việc sử dụng steroid và với hy vọng trở thành thành viên của IOC, IFBB đã giới thiệu các xét nghiệm doping cho cả steroid và các chất bị cấm khác. Mặc dù các bài kiểm tra doping đã được áp dụng, phần lớn những người tập thể hình chuyên nghiệp vẫn sử dụng steroid đồng hóa để thi đấu. Trong những năm 1970, việc sử dụng steroid đồng hóa đã được thảo luận công khai, một phần do thực tế chúng là hợp pháp. Trong Đạo luật Kiểm soát Anoid Steroid năm 1990, Quốc hội Hoa Kỳ đã đưa steroid đồng hóa vào Schedule III của Đạo luật về các chất bị kiểm soát (CSA). Tại Canada, steroid được liệt kê theo Phụ lục IV của Đạo luật về Ma túy và Các chất được Kiểm soát, được Nghị viện Liên bang ban hành năm 1996.

#### Liên đoàn thể hình thế giới
Năm 1990, nhà quảng bá môn đấu vật chuyên nghiệp Vince McMahon tuyên bố rằng ông đang thành lập một tổ chức thể hình mới có tên Liên đoàn thể hình thế giới (World Bodybuilding Federation - WBF). McMahon muốn mang đến sự thể hiện theo phong cách WWF và tiền thưởng lớn hơn cho môn thể thao thể hình. Một số ngôi sao IFBB đã được tuyển dụng nhưng đội hình không bao giờ rất lớn và có cùng các vận động viên thi đấu; người chiến thắng đáng chú ý nhất và là nhà vô địch WBF đầu tiên là Gary Strydom. McMahon chính thức giải thể WBF vào tháng 7 năm 1992. Lý do cho điều này được cho là bao gồm thiếu thu nhập từ các chương trình phát sóng trả tiền cho các cuộc thi, doanh số bán hàng chậm của tạp chí Bodybuilding Lifestyles (Tạp chí WBF sau này) và chi phí trả nhiều hợp đồng sáu con số trong khi sản xuất hai chương trình truyền hình và một tạp chí hàng tháng.